# Johan 5. af Portugal
Johan 5. (portugisisk: Dom João V) (22. oktober 1689 – 31. juli 1750) var konge af Portugal fra 1706 til 1750.
Johan var søn af Kong Peter 2. af Portugal og hans anden kone Maria Sophia.
Nye guld- og diamantminer i koloniet Brasilien gjorde Johan til Europas rigeste konge og mæcen. Blandt andet byggede han det Kongelige palads i Mafra, rival til Versailles og Escorial.
Som konge var João V forpligtet til at projektere Portugal som en international magt. Eksempler på dette er de overdådige ambassader, han sendte til kejser Leopold I i 1708, til kong Louis XIV af Frankrig i 1
i 1715 og til pave Clemens XI i 1716. Et andet eksempel var den strid, han havde med Den Hellige Stol i 1720'erne, om spørgsmålet om kardinalatet, der skulle tildeles den apostoliske nuncio i den portugisiske hovedstad. 
Den tids væsentligste vidnesbyrd om sin tid er: National Palace of Mafra, Joanina Library på University of Coimbra, Águas Livres Aqueduct i Lissabon og det meste af samlingen af af National Coach Museum, muligvis den vigtigste i verden, også i den portugisiske hovedstad. På det immaterielle område fortjener det tidligere Royal Academy of Portuguese History at blive fremhævet.
Den sidste diplomatiske bedrift under John V's regeringstid var Madrid -traktaten fra 1750, der etablerede Brasiliens moderne grænser. Spor af hans regeringstid i Brasilien omfatter byer som: ouro preto,derefter hovedstad i gulddistriktet Minas Gerais; São João del-Rei, opkaldt til hans ære; Mariana, opkaldt efter dronningen; Saint Joseph, opkaldt efter kronprinsen;